# نیکولای داویدنکو
نیکولای داویدنکو (به روسی: Никола́й Давыде́нко) (زاده ۲۷ ژانویهٔ ۱۹۸۰ - سیورودونتسک) تنیس‌باز اهل کشور روسیه است.
داویدنکو در مسابقات بین‌المللی مهمی شرکت کرده‌است که می‌توان به کسب قهرمانی در مستررز کاپ ۲۰۰۹ و جام دیویس ۲۰۰۶ در بخش تیمی اشاره کرد، بهترین رتبه وی در رتبه‌بندی جهانی تنیس ۳ (۶ نوامبر ۲۰۰۶) بوده‌است.